# لازار ميلوتينوفيتش
لازار ميلوتينوفيتش هو لاعب كرة قدم صربي في مركز الهجوم، ولد في 1998. لعب مع رادنيتشكي 1923 ‏.

## وصلات خارجية
- لازار ميلوتينوفيتش على موقع قاعدة بيانات كرة القدم.إي يو (الإنجليزية)
- لازار ميلوتينوفيتش على موقع Soccerway.com (الإنجليزية)